# Tmesisternus andreas
Tmesisternus andreas là một loài bọ cánh cứng trong họ Cerambycidae.